# 花角和男
花角 和男（はなずみ かずお、1947年11月26日 - ）は、日本の財務官僚。大蔵省大臣官房審議官、税務大学校長等を務めた。

## 人物
山形県出身。一橋大学大学院経済学研究科修了後、1973年大蔵省（のち財務省）入省。指導教官は木村元一。
在インド大使館一等書記官、外務省国際連合局経済課長を経験し、経済協力などに精通している。税務大学校研究部長時代は、埼玉大学大学院政策科学研究科（のちの政策研究大学院大学）客員教授も務め、途上国から派遣された若いエリートに税務行政を英語で講義したほか、北京大学現代日本研究コース講師として日本の税制を講義した。
大阪税関長、税務大学校長等を務めたのち、退官。

## 経歴
- 山形県生まれ
- 1970年 - 一橋大学経済学部卒業
- 1972年 - 一橋大学大学院経済学研究科修了
- 1973年 - 大蔵省入省、銀行局総務課
- 1974年 - 大臣官房調査企画課
- 1975年 - 仙台国税局調査査察部
- 1976年 - 建設省計画局総務課
- 1978年 - 鳴門税務署長
- 1979年 - 外務省研修所
- 1980年 - 在インド大使館
- 1983年 - 経済企画庁物価局物価調整課長補佐
- 1985年 - 関税局国際第一課長補佐
- 1987年 - 神戸税関総務部長
- 1989年 - 理財局総務課たばこ塩事業室長
- 1991年 - 外務省国際連合局経済課長
- 1993年 - 大阪国税局総務部長
- 1995年 - 国税庁長官官房企画課長
- 1996年 - 関税局業務課長
- 1998年 - 税務大学校研究部長
- 1999年 - 大阪税関長
- 2000年 - 大臣官房参事官兼大臣官房審議官（関税局担当）
- 2001年 - 総務省人事・恩給局次長
- 2003年 - 税務大学校長
- 2005年 - 2010年 独立行政法人石油天然ガス・金属鉱物資源機構理事（金属鉱害防止支援等本部長）
- 2019年 - 春の叙勲で瑞宝中綬章を受章[4][5]。

## 著作

### 単著
- 『税務・会計用語辞典[8訂版]』（財経詳報社、1996年）

### 論文
- 「判例評釈 消費税の課税事業者を装って不正還付申告をした場合の重加算税の賦課決定の是非について（平成16年9月29日大阪高裁判決）」（小林幹雄と共著）（税大ジャーナル（1）、2005年4月）
- 「高度な専門能力 知識の習得を図る（特集 霞が関の人材育成--校長が語る各大学の取り組み）」（時評47（3）（通号504）、2005年3月）
- 「インタビュー IT化を進め適正・迅速な税関業務を展開（特集 水際取締りとIT化）」（青山佳世と共著）（時の動き45（5）（通号1035）、2001年5月）
- 「（時事問題）最近の輸出入通関行政について」（貿易実務ダイジェスト37（7）、1997年7月）
- 「通関業務の最近の動向（税関特集『税関最前線』）」（ファイナンス32（9）、1996年12月）
- 「第49回国連ESCAP総会に出席して」（調査資料19（2）、1993年10月）
- 「国連ESCAP第48回総会に出席して」（調査資料18（2）、1992年9月）
- 「新ラウンド--プンタデルエステ閣僚会議について」（ファイナンス22（12）、1987年3月）
- 「経済再建に苦悩するインド--ネルー王朝の経営哲学」（ファイナンス18（9）、1982年12月）